# Parachorius peninsularis
Parachorius humeralis is een keversoort uit de familie bladsprietkevers (Scarabaeidae). De wetenschappelijke naam van de soort werd voor het eerst geldig gepubliceerd in 1907 door Arrow als Cassolus peninsularis.